# Олонецкие епархиальные ведомости
«Оло́нецкие епархиальные ведомости» — официальная газета Олонецкой епархии, издававшаяся в Петрозаводске в 1898—1918 годах.

## История
«Олонецкие епархиальные ведомости» начали издаваться в соответствии с указом Святейшего Правительствующего Синода.
Редакция газеты размещалась в Олонецкой духовной семинарии, издание печаталось в Олонецкой губернской типографии в Петрозаводске.
Первым редактором официальной части епархиальных ведомостей был секретарь Олонецкой духовной консистории Г. Добротин. Неофициальную часть епархиальных ведомостей редактировал ректор Олонецкой духовной семинарии архимандрит Нафанаил (Троицкий), с 1905 года — архимандрит Фаддей (Успенский).
В официальной части публиковались сведения о высочайших и синодальных наградах священнослужителям, изменениях по службе, назначениях пенсий по духовному ведомству и др.
В неофициальной части публиковались статьи о карельских святых, чудотворцах и просветителях, материалы историко-краеведческого характера, материалы посвящённые событиям в других епархиях.
Сотрудниками епархиальных ведомостей являлись преподаватели духовных учебных заведений Петрозаводска.
Епархиальные ведомости выходили 2 раза в месяц, с 1909 года — 3 раза в месяц.
Выпуск был прекращён в 1918 году.